# WTA Kitzbühel
Das WTA Kitzbühel (offiziell: Citroen Cup) war ein Tennisturnier der WTA Tour, das in Kitzbühel ausgetragen wurde.

## Siegerliste

### Einzel
| Jahr                                                | Siegerin             | Finalgegnerin             | Ergebnis          |
| --------------------------------------------------- | -------------------- | ------------------------- | ----------------- |
| 1971                                                | Billie Jean King     | Laura Rossouw             | 6:2, 4:6, 7:5     |
| 1979                                                | Hana Mandlíková      | Sylvia Hanika             | 2:6, 7:5, 6:3     |
| 1980                                                | Virginia Ruzici      | Hana Mandlíková           | 3:6, 6:1, Aufgabe |
| 1981                                                | Claudia Kohde-Kilsch | Sylvia Hanika             | 7:5, 7:6          |
| 1982                                                | Virginia Ruzici      | Lea Plchová               | 6:2, 6:2          |
| 1983                                                | Pascale Paradis      | Petra Huber               | 3:6, 6:3, 6:2     |
| 1984–1989 fand in Kitzbühel kein WTA-Turnier statt! |                      |                           |                   |
| ↓ Kategorie: Tier V ↓                               |                      |                           |                   |
| 1990                                                | Claudia Kohde-Kilsch | Rachel McQuillan          | 7:6, 6:4          |
| ↓ Kategorie: Tier IV ↓                              |                      |                           |                   |
| 1991                                                | Conchita Martínez    | Judith Wiesner            | 6:1, 2:6, 6:3     |
| 1992                                                | Conchita Martínez    | Manuela Maleeva-Fragnière | 6:0, 3:6, 6:2     |
| ↓ Kategorie: Tier III ↓                             |                      |                           |                   |
| 1993                                                | Anke Huber           | Judith Wiesner            | 6:4, 6:1          |

### Doppel
| Jahr                                                | Siegerinnen                      | Finalgegnerinnen                  | Ergebnis      |
| --------------------------------------------------- | -------------------------------- | --------------------------------- | ------------- |
| 1971                                                | Rosie Casals Billie Jean King    | Helga Masthoff Heide Orth         | 6:2, 6:4      |
| 1979                                                | Helen Anliot Diane Evers         | Virginia Ruzici Elly Vessies      | 6:0, 6:4      |
| 1980                                                | Claudia Kohde-Kilsch Eva Pfaff   | Hana Mandlíková Renáta Tomanová   | walk-over     |
| 1981                                                | Claudia Kohde-Kilsch Eva Pfaff   | Elizabeth Little Yvonne Vermaak   | 6:4, 6:3      |
| 1982                                                | Yvona Brzáková Kateřina Skronská | Jill Patterson Courtney Lord      | 6:1, 7:5      |
| 1983                                                | Chris Newton Pam Whytcross       | Nathalie Herreman Pascale Paradis | 2:6, 6:4, 7:6 |
| 1984–1989 fand in Kitzbühel kein WTA-Turnier statt! |                                  |                                   |               |
| ↓ Kategorie: Tier V ↓                               |                                  |                                   |               |
| 1990                                                | Petra Langrová Radka Zrubáková   | Sandra Cecchini Patricia Tarabini | 6:0, 6:4      |
| ↓ Kategorie: Tier IV ↓                              |                                  |                                   |               |
| 1991                                                | Bettina Fulco Nicole Jagerman    | Sandra Cecchini Patricia Tarabini | 7:5, 6:4      |
| 1992                                                | Florencia Labat Alexia Dechaume  | Amanda Coetzer Wiltrud Probst     | 6:3, 6:3      |
| ↓ Kategorie: Tier III ↓                             |                                  |                                   |               |
| 1993                                                | Li Fang Dominique Monami         | Maja Murić Pavlína Rajzlová       | 6:2, 6:1      |